# Шварц, Элеонор
Элеонор Шварц (нем. Eleonore Schwarz) — австрийская певица, представительница Австрии на конкурсе песни Евровидение 1962.
Исполнительница активно выступала в 60-70 гг., и была хорошо известна как оперная певица, выступавшая в Венской народной опере.
В 1962 году Элеонор представляла свою страну на конкурсе песни Евровидение с песней «Nur in der Wiener Luft» (рус. Только в воздухе Вены). Несмотря на положительные отзывы критиков, выступление прошло неудачно, и не набрав ни одного балла, финишировала последней. Она стала одной из первых участников конкурса, которые набирали 0 баллов. Выпущенный ею одноимённый сингл также имел переменный успех у публики.